# 弗拉基米尔·切洛梅
弗拉基米尔·尼古拉耶维奇·切洛梅（羅馬化：Vladimir Nikolayevich Chelomei，1914年6月30日—1984年12月8日），前苏联力学家、火箭工程师。

## 早年
切洛梅是乌克兰人，出生于当时属于沙俄的谢德尔采（今属波兰）。他出生后3个月，全家为了躲避刚刚爆发的第一次世界大战而逃往波尔塔瓦。切洛梅12岁时，全家又搬到基辅。
1932年，切洛梅进入基辅理工学院学习，表现出色。1936年，他出版了自己的第一本书《向量分析》。在基辅理工学院学习期间，切洛梅还经常前往基辅大学旁听讲座，涵盖数学分析、微分方程、数学物理、弹性理论和力学等多个领域。当时在乌克兰苏维埃社会主义共和国科学院工作的意大利数学家图利奥·列维-齐维塔也经常举办讲座，切洛梅是其中的常客。逐渐地，切洛梅对力学和振荡理论产生了浓厚的兴趣，并且这种兴趣贯穿了他的一生。
1937年，切洛梅以优异的成绩从基辅理工学院毕业，并进入力学研究所从事教学和科研工作，两年后获得副博士学位。1941年，他加入了联共（布）。

## 二战
蘇德戰爭爆发后，切洛梅前往莫斯科的巴拉诺夫中央航空发动机研究所（TsIAM）任职，并于1942年成功研制出苏联的首台脉冲喷气式发动机。他的设计独立于纳粹德国在类似领域的发展。
1944年夏天，苏联获悉纳粹德国正利用V1巡航导弹对英格兰南部发动攻击。同年10月9日，苏联国防委员会和人民委员会航空工业政治委员阿列克谢·沙胡林通过决议，任命切洛梅为N51号工厂的总监和首席设计师，接替之前去世的尼古拉·尼古拉耶维奇·波利卡尔波夫，并负责设计、制造和测试首枚苏制巡航导弹的工作。切洛梅在N51工作的两个月后，代号为10Х的导弹已透过Pe-8及图-2轰炸机搭载试射。

## 切洛梅设计局和学术生涯
在成功研发10X导弹后，苏联成立了一个代号为ОКБ-52的特别部门，专门设计无人战斗航空载具，并于1955年正式任命切洛梅为该部门的领导。此部门被称为切洛梅设计局，隶属于以谢尔盖·阿法纳西耶夫为首的通用机器制造部之下。
与此同时，切洛梅继续进行科学研究，并于鲍曼莫斯科国立技术大学取得科学博士学位。在1951年完成专业论文后，他于1952年被聘为该校教授。
1958年，ОКБ-52设计局提交了一份开发多阶段洲际弹道导弹的计划。其中UR-100型设计获得采纳，而另一款UR-200型设计则被米哈伊尔·库兹米奇·扬格利设计的R-36型飞弹取代。

## 宇宙飞船
1959年，切洛梅被任命为航空设备总工程师，开始在OKB-52从事洲际导弹、宇宙飞船等项目的设计工作，并于1961年开始研究更高功率的洲际弹道导弹UR-500。
1962年，切洛梅成为苏联科学院力学部院士。他成为了苏联月球竞赛中科罗廖夫的内部竞争对手。切洛梅提出了使用功率强大的UR-500发射小型两人登月飞船的建议，并成功获得赫鲁晓夫家族的支持。他还主张将UR-500用于发射军用空间站。随着赫鲁晓夫下台，切洛梅和科罗廖夫的项目合并，但苏联的登月计划仍在继续。UR-500（也称为质子）首次发射定于1967年3月10日举行。尽管UR-500火箭未能像切洛梅所希望的那样将宇航员送上月球，但质子火箭被广泛用于发射苏联的卫星，以及所有苏联的空间站，包括前三个国际空间站组件。
切洛梅的OKB还设计了名为Polyot的人造地球卫星。与以前的卫星不同的是，切洛梅设计的Polyot-1（1963）和Polyot-2（1964）能够自行改变其轨道。他还领导了质子火箭的卫星研发工作。到了20世纪70年代，切洛梅设计局研发的阿尔马兹礼炮2号、礼炮3号和礼炮5号也成为了礼炮号和和平号轨道站的基础，以及星辰号空间站。为了支持他的阿尔马兹站，切洛梅设计了作为联盟号的选择的TKS。尽管TKS从未按计划执行，但其衍生模块礼炮7号和和平号空间站成功飞行。
1984年，切洛梅在莫斯科逝世，享年70岁。